# FA Cup 1923/1924
Čtyřicátý devátý ročník FA Cupu (anglického poháru) se konal od 8. září 1923 do 26. dubna 1924.
Trofej získal podruhé v klubové historii Newcastle United FC, který ve finále porazil Aston Villu FC 2:0.